# Pot Luck with Elvis
Pot Luck, eller Pot Luck with Elvis, är ett studioalbum av den amerikanske sångaren och musikern Elvis Presley. Det är hans femtonde album och utgavs av RCA Victor i både mono och stereo (LPM/LSP 2523) den 5 juni 1962. Albumet blev det sista renodlade studioalbumet med Elvis Presley som gavs ut på nästan fem år, fram till gospelalbumet How Great Thou Art – en period då soundtrackalbum kom att dominera hans skivutgivning.
Sju av albumets tolv låtar, däribland "Something Blue", "(Such an) Easy Question" och "Suspicion", spelades in i RCA:s studio B i Nashville under två dygn den 18–20 mars 1962. Albumet kompletterades med fem tidigare outgivna inspelningar från tidigare sessioner: "Steppin' Out of Line", inspelad i Radio Recorders studio B i Hollywood till filmen Blue Hawaii i mars 1961, "Kiss Me Quick", "That's Someone You Never Forget" och "I'm Yours" från en session i juni 1961, samt "Night Rider" inspelad i oktober samma år – vid båda tillfällena i studio B i Nashville. Inga av låtarna gavs ut på singel i anslutning till albumets utgivning, men fem spår släpptes senare på fyra singlar mellan 1964 och 1967.
Vid utgivningen fick albumet ett övervägande positivt mottagande och lovordades för sitt varierade innehåll, som ansågs kunna tilltala en bred publik. I senare recensioner har det dock kritiserats för att vara något ojämnt och betraktats som ett steg tillbaka i förhållande till Elvis Is Back! (1960), samtidigt som det har ansetts befästa den inriktning mot lättare material och mjukare sångstil som påbörjades med Something for Everybody (1961).
I USA nådde Pot Luck fjärde plats på Billboards albumlista, och tredje plats på den konkurrerande Cashbox-listan. I Storbritannien toppade albumet UK Albums Chart under sex veckor. Den initiala försäljningen i USA uppgick till 300 000 exemplar.

## Bakgrund
Efter Elvis Presleys återkomst från militärtjänstgöringen i mars 1960 hade det musikaliska klimatet förblivit stabilt, utan några större stilförändringar under 1960 och 1961. Elvis singlar och album fortsatte att toppa listorna, men hans studioalbum – Elvis is Back! (1960) och Something for Everybody (1961) – sålde inte lika bra som soundtrackalbumen till filmerna G.I. Blues och i synnerhet Blue Hawaii, som sålde i mycket stora upplagor.

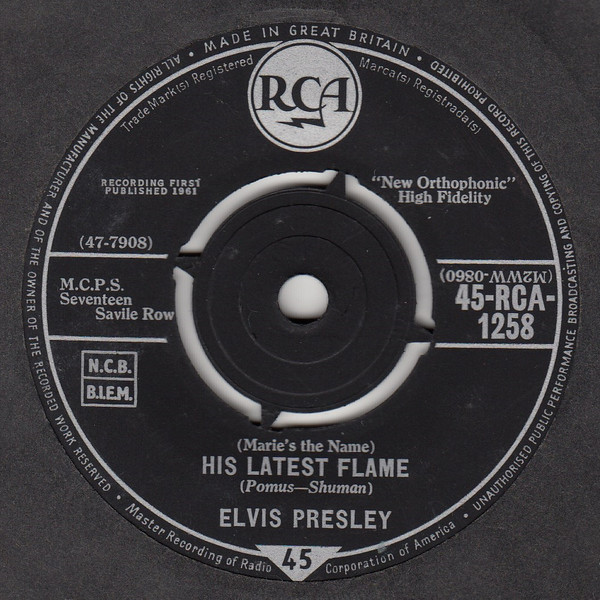
RCA-1258 (Europa). Singeln "(Marie's the Name) His Latest Flame" och "Little Sister" av Elvis Presley.

De mer seriöst inriktade filmerna Flaming Star och Wild in the Country drog betydligt mindre publik, och eftersom de innehöll få sånger utgavs inte heller några LP-soundtrack. Innan Blue Hawaii ens haft premiär hade Elvis spelat in ytterligare två filmer för Mirisch Company, distribuerade av United Artists: Follow That Dream och Kid Galahad, med fyra respektive sex sånger. Dessa marknadsfördes dock inte på samma sätt av Elvis Presleys manager Tom Parker, eftersom de inte följde det allt tydligare mönstret med filmer fyllda av låtar som kunde generera lukrativa soundtrackalbum. För Parker stod det klart att filmerna sålde soundtrackalbumen och att albumen fick folk att gå och se filmerna.
Ur ett konstnärligt perspektiv hade Elvis Presley vid denna tidpunkt dock börjat förlora mark, men detta återspeglades ännu inte i singelförsäljningen. Särskilt de låtar som inte var kopplade till någon film fortsatte att nå höga placeringar. Singeln "His Latest Flame" och "Little Sister" gavs ut i augusti 1961, och båda låtarna nådde var för sig topp fem på Billboards singellista i USA. I november samma år släpptes "Can't Help Falling in Love" tillsammans med "Rock-A-Hula Baby", och nådde andraplatsen på Billboardlistan.
Nytt material behövde fortsatt spelas in, både för kommande singelutgåvor och ett nytt studioalbum under 1962. Det täta filminspelningsschemat gjorde det dock svårt att hitta tid i studion. En lucka mellan inspelningarna av de två Mirisch-filmerna utnyttjades till en kort session den 15 oktober 1961, vilket resulterade i singeln "Good Luck Charm" med "Anything That's Part of You" som B-sida, samt ytterligare några inspelningar – däribland "Night Rider", som senare togs med på Pot Luck. När "Good Luck Charm" gavs ut i februari 1962 blev den ännu en förstaplacering på topplistan i USA.

## Inspelningarna och albumet
I början av 1962 hade skivbolaget RCA tillgång till sex färdiginspelade men ännu outgivna låtar, men behövde ytterligare bortåt tio för att kunna sammanställa ett nytt album och ge ut minst en ny singel. Samtidigt behövde musikförlaget Hill & Range också ordna fram 13 nya låtar till den kommande Paramountfilmen Girls! Girls! Girls!. En inspelningssession bokades därför in i Nashville under två dagar, 18–20 mars 1962, följd av soundtrackinspelningar för Girls! Girls! Girls! veckan därpå. Nashvillesessionen resulterade i elva låtar och blev den enda regelrätta studiosession som Elvis genomförde under året.

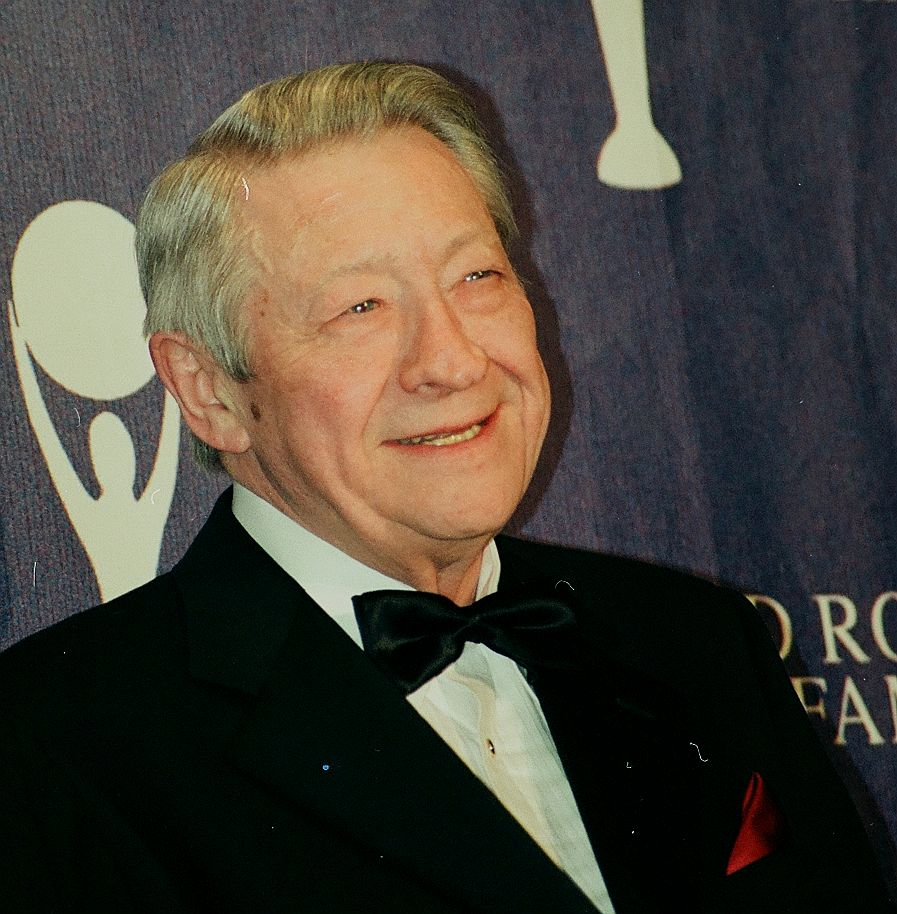
Gitarristen Scotty Moore (år 2000), som utgjorde en grundpelare i Elvis Presleys kompband.

Inspelningarna ägde rum med Elvis Presleys etablerade Nashville-ensemble, som bestod av Scotty Moore på gitarr, Bob Moore på bas, D. J. Fontana och Murrey "Buddy" Harman på trummor, Floyd Cramer på piano och orgel samt Homer "Boots" Randolph, främst på saxofon. Bakgrundssången sköttes av The Jordanaires (vars Gordon Stoker och Neal Matthews ibland också spelade instrument) och av Millie Kirkham. Under sessionen den 18–20 mars 1962 deltog också de båda gitarristerna Harold Bradley och Thomas "Grady" Martin. Ursprungligen, och inklusive inspelningarna den 
25–26 juni 1961, hade Hank Garland varit gruppens gitarrist vid sidan av Scotty Moore. Men efter en svår bilolycka drabbades han av en hjärnskada som avslutade hans karriär. Efter det ersattes han tillfälligt av Jerry Kennedy vid inspelningen i oktober 1961, men inför marsessionen hade han i sin tur ersatts av Harold Bradley och Grady Martin.

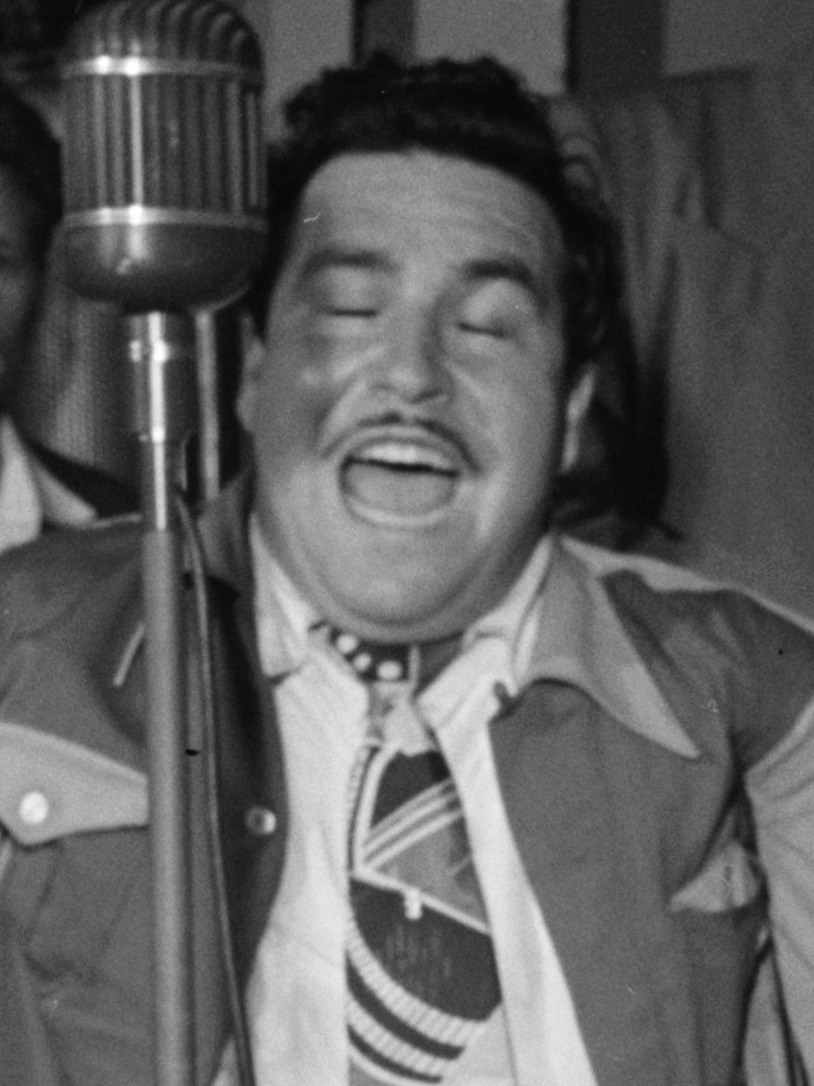
Doc Pomus (1947), som var delaktig i skrivandet av fem låtar på albumet Pot Luck.

För Elvis musikförlag var den stora mängden inspelningar en utmaning. Den mest framträdande låtskrivaren under sessionen var Doc Pomus. Han skrev singellåten "She's Not You" tillsammans med Jerry Leiber och Mike Stoller, som i detta fall gjorde ett ovanligt undantag och åter samarbetade med Elvis. Tillsammans med Mort Shuman – som han tidigare skrivit "His Latest Flame" och "Little Sister" tillsammans med – låg Pomus också bakom "Suspicion", "Kiss Me Quick", "Gonna Get Back Home Somehow" och "Night Rider"; och tillsammans med Alan Jeffries skrev han "I Feel That I've Known You Forever" – samtliga fem låtar togs med på Pot Luck.
Ett nytt försök gjordes att spela in "Night Rider", men versionen från oktober 1961 blev den som användes. Av de övriga tio inspelade låtarna kom sju med på albumet Pot Luck. "She's Not You" och "Just Tell Her Jim Said Hello" valdes ut som singel och A-sidan "She's Not You" nådde femteplatsen i USA. Enligt rådande policy togs låtarna därför inte med på albumet. Ej heller "You'll Be Gone" kom med på albumet, utan sparades till senare och gavs ut först 1965 på Girl Happy.
Utöver de sju låtar som valdes ut från marssessionen 1962 var "For the Millionth and the Last Time", inspelad i oktober 1961, en låt som ursprungligen var tänkt att ingå i albumet, men som slutligen lämnades outgiven. I stället kompletterades albumet med "Steppin' Out of Line" från Blue Hawaii-sessionen i mars 1961, "Kiss Me Quick", "That's Someone You Never Forget" och "I'm Yours" från RCA-sessionen i juni, samt "Night Rider" från inspelningarna i oktober samma år. Med detta samlades tolv spår till albumet Pot Luck. Albumet hade kunnat förstärkas ytterligare genom att inkludera framgångsrika singellåtar som "Little Sister", "His Latest Flame", "Good Luck Charm" och "She's Not You", men policyn var att hitsinglar inte skulle ingå i de album som inte var soundtrackalbum.
Såsom namnet Pot Luck indikerar bestod albumet av en blandning av stilar, ett musikaliskt smörgåsbord där man fick litet av varje. Albumet lyckades aldrig nå förstaplatsen på Billboards albumlista utan hamnade som bäst på fjärde plats, med en initial försäljning på omkring 300 000 exemplar i USA. Det blev Elvis Presleys sista reguljära studioalbum på fem år, fram till gospelalbumet How Great Thou Art 1967; och om man undantar också gospelalbum det sista på sju år fram till From Elvis in Memphis 1969.

## Komposition, stil och texter

### Radio Recorders, 21–23 mars 1961

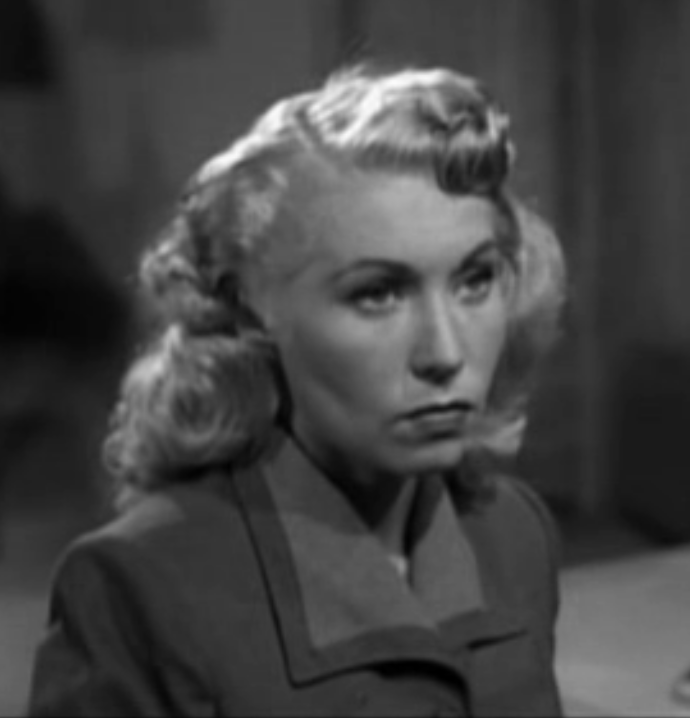
Dolores Fuller, som tillsammans med Ben Weisman och Fred Wise skrev "Steppin' Out of Line".

"Steppin' Out of Line", skriven av Fred Wise, Ben Weisman och Dolores Fuller, spelades in för filmen Blue Hawaii, men kom inte med vare sig i filmen eller på soundtracket. I stället gavs den ut på Pot Luck. Det är en traditionell rocklåt med en något märklig rytm, och där Elvis sång på originalutgåvan är påtagligt överstyrd genom hela låten – sannolikt till följd av ett tekniskt problem i något led av produktionen.

### RCA Studio B, 25–26 juni 1961
"Kiss Me Quick", skriven av Doc Pomus och Mort Shuman, var den första av tre låtar, inspelade under Nashville-sessionen den 25–26 juni 1961, som togs med på albumet. Vid samma tillfälle spelades också in ytterligare två låtar skrivna av Pomus och Shuman: "His Latest Flame" och "Little Sister", vilka tillsammans gav upphov till en framgångsrik singel och därför – i enlighet med dåvarande policy för Elvis Presleys utgivning – inte inkluderades på Pot Luck.
"Kiss Me Quick" är en upptempopoplåt i cha-cha-cha-takt, med en lättillgänglig melodi och stilistiska drag från såväl latinamerikansk musik som europeisk schlager. Elvis sjunger den i ett ljust och lättsamt tonfall, och arrangemanget bär tydliga spår av latinoinfluenser i både rytmik och frasering. Gitarrpartiet, som enligt Ernst Jørgensen var ett försök att återskapa mandolinens karaktäristiska klang, bidrar till låtens något kontinentala färgning. Rytmen har ett karakteristiskt studsande driv som ger låten en livlig prägel.
"Kiss Me Quick" gavs ut som singel i USA först i april 1964 tillsammans med "Suspicion" och nådde då plats 34 på Billboardlistan. I Europa och andra delar av världen parades den ibland ihop med andra låtar, såsom "Night Rider".

"That's Someone You Never Forget" är en låt av Red West och Elvis Presley själv. Det var en av endast två låtar där Elvis stod som medkompositör och där han också i viss mån bidrog till själva låten. (Den andra var "You'll Be Gone", också i samarbete med West.) Elvis bidrag bestod huvudsakligen i att ha föreslagit låtens titel, "Det är någon du aldrig glömmer", till vännen Red West. West skrev låten på egen hand och utvecklade frasen till en uttrycksfull melodi i ett försök att förmedla Elvis personliga känslor. Balladen bär ett betydande känslomässigt djup och uttrycker sorgen över att förlora någon man älskar. West mindes det så att Elvis först tänkte på en flickvän, men även om personen aldrig nämns vid namn och textens innebörd är öppen för tolkning, har många antagit att han hade sin mor Gladys – som han fortfarande sörjde – i åtanke.
Arrangemanget var väl genomtänkt, uppbyggt kring en akustisk gitarr, med diskret komp av Bob Moore på bas och Buddy Harmans vispar mot cymbalerna, kompletterat med glidande toner från Floyd Cramers piano och The Jordanaires stämsång. Elvis lade ner stor omsorg på fraseringen, med en väl avvägd sånginsats, och lade till Hank Garlands elgitarr under inspelningens gång. I april 1967 gavs "That's Someone You Never Forget" ut som B-sida till singeln "Long Legged Girl (With the Short Dress On)", och nådde som B-sida plats 92 på singellistan i USA.

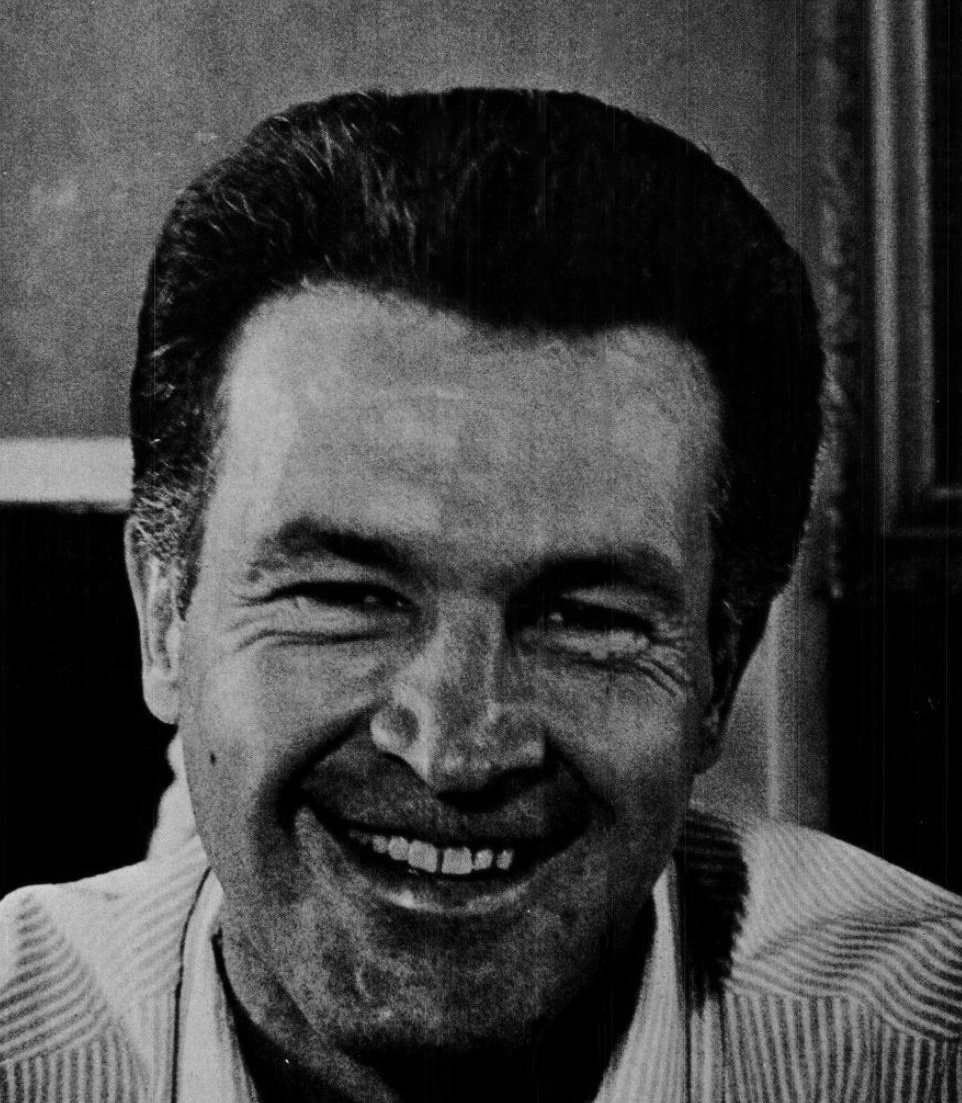
Don Robertson (1966), som tillsammans med Hal Blair skrev "I'm Yours".

"I'm Yours", skriven av Don Robertson och Hal Blair, blev den tredje och sista låten från sessionen som togs med på Pot Luck. Den hade ursprungligen övervägts för inspelning i mars 1961 till filmen Blue Hawaii, där den var tänkt att fungera som bröllopssång i filmens slutscen. I stället valde man "Hawaiian Wedding Song" för detta ändamål. Elvis manager, Tom Parker, ville spara "I'm Yours" till en framtida film. Elvis hade dock kommit att uppskatta Robertsons ballader så mycket att han ville spela in den redan vid detta tillfälle.
Floyd Cramers orgelspel är ett utmärkande inslag i låten, vilket innebar att Gordon Stoker från The Jordanaires fick ta över på piano. Elvis sjunger stämsång med sig själv och lade även till ett talat parti – något han tidigare prövat redan på en av sina allra första studioinspelningar, "I Love You Because", och senare återkommit till i "Are You Lonesome Tonight?". Dessa partier lades till i ett andra steg med påläggsteknik.
"I'm Yours" var en av de låtar som återanvändes till soundtracket för filmen Tickle Me 1965. Den gavs då också ut på singel tillsammans med "(It's a) Long Lonely Highway" och nådde 11:e plats på Billboards singellista i USA. På denna utgåva saknades såväl det talade partiet som stämsången, vilket möjligen berodde på ett misstag.

### RCA Studio B, 15–16 oktober 1961
"Night Rider", skriven av Doc Pomus och Mort Shuman, spelades in som femte och sista låt under en session i RCA:s studio B i Nashville natten mellan den 15 och 16 oktober 1961. Under samma session spelades även "For the Millionth and the Last Time" och "I Met Her Today" in, vilka blev liggande i arkivet i fyra år innan de släpptes på albumet Elvis for Everyone! (1965). Dessutom spelades "Good Luck Charm" och "Anything That's Part of You" in, vilka gavs ut på singel i februari 1962. "Good Luck Charm" blev listetta på Billboard Hot 100.
Pomus och Shuman låg även bakom "Little Sister" och "(Marie's the Name) His Latest Flame", och "Night Rider" har en viss likhet med den senare, särskilt i mellanpartiet. Det är en rocklåt med saxofonisten Boots Randolph i en framträdande roll. Men tidigt på morgonen var samtliga trötta, och då man inte lyckades hitta rätt rytm valde man att spela in låten i ett högt tempo.
Elvis var dock inte nöjd med resultatet och försökte därför spela in låten på nytt under marsessionen 1962, då återstoden av Pot Luck spelades in. Demon, producerad av Phil Spector, hade ett svulstigt och överlastat arrangemang, vilket tycktes prägla inspelningen i studion alltför starkt. Efter en timmes försök valde Elvis att ge upp. Resultatet skilde sig ändå så lite från mastertagningen från oktober 1961 att det var denna första version som till slut användes på albumet.

### RCA Studio B, 18–20 mars 1962

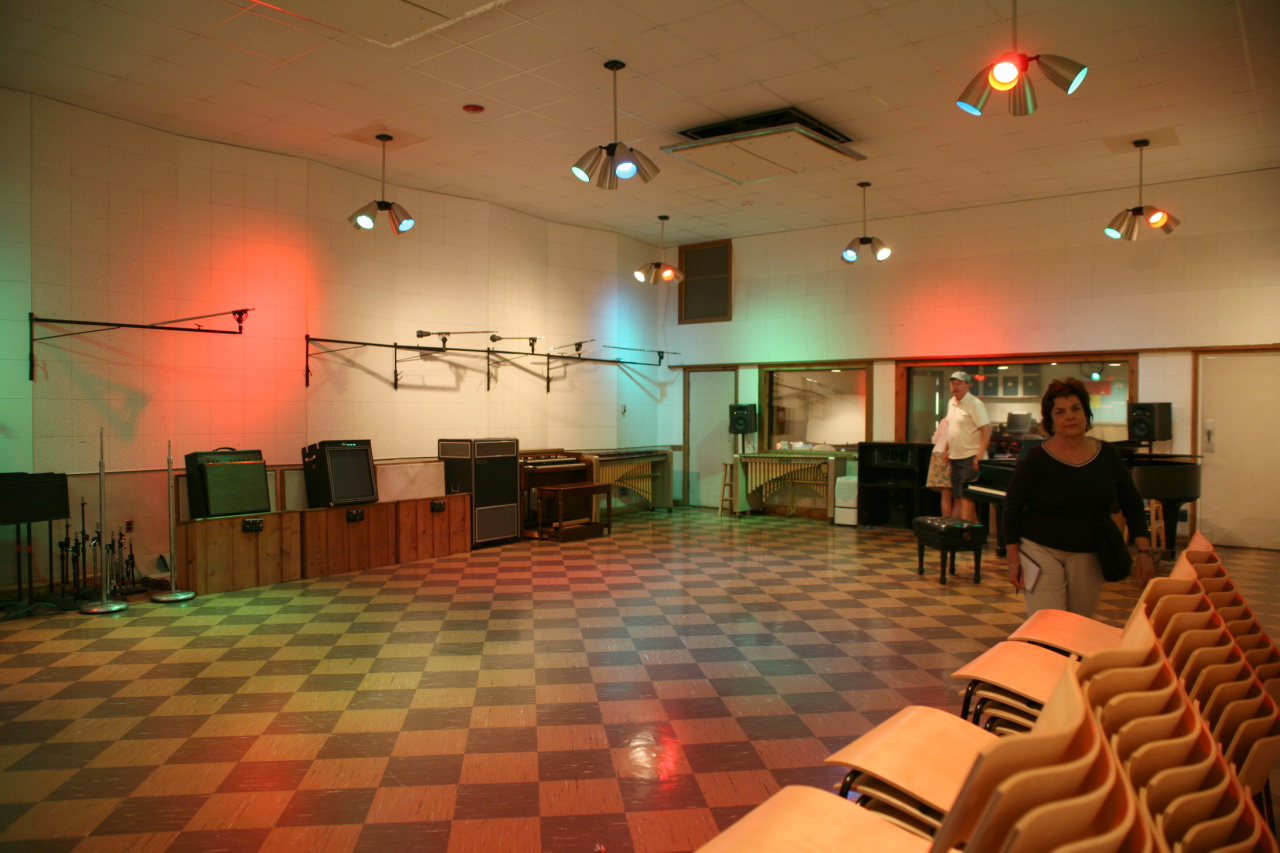
RCA Studio B, där 11 av albumet Pot Lucks 12 låtar spelades in.

"Something Blue" är en ballad skriven av Al Byron och Paul Evans, vilken tidigare bidragit med "I Gotta Know" (1960). Det var den första låt man tog sig an på kvällen den 18 mars 1962, i RCA:s studio B i Nashville. Låten byggde på en fras ur en gammal engelsk bröllopsramsa – "something old, something new, something borrowed, something blue" (något gammalt, något nytt, något lånat, något blått) – som enligt traditionen anger vad en brud bör bära på sin bröllopsdag för att bli lycklig. I den inskickade demon inleddes låten med några takter ur Mendelssohns bröllopsmarsch, men efter första tagningen övergavs den idén till förmån för en mer direkt inledning.
Det är en lågmäld ballad med en text som utgår från ett vuxet perspektiv, och Elvis sjunger den med nyanserad frasering. Arrangemanget är återhållsamt men detaljerat, och framförandet präglas av hög musikalisk nivå, med Floyd Cramers pianospel som särskilt framträdande.

"Gonna Get Back Home Somehow" var en mörk rocklåt, skriven av Doc Pomus och Mort Shuman. Elvis och bandet spelade in den med rutin och samspelthet. Arrangemanget var genomtänkt och effektfullt och gav låten en dramatisk ton. Den framfördes i högt tempo, och genom sin sånginsats tillförde Elvis både känsla och trovärdighet. Boots Randolph bidrog med stämningsfullt saxofonspel. Harold Bradley spelade unisont med Bob Moore och dubblerade hans akustiska bastoner på gitarr, en oktav högre. Grady Martin och Scotty Moore växlade spontant mellan kompgitarr och sologitarr under sessionen.

"(Such an) Easy Question" skrevs av Otis Blackwell (som tidigare skrivit både "Don't Be Cruel" och "All Shook Up") tillsammans med sin dåvarande medkompositör Winfield Scott. Låten var en popkomposition i medeltempo åt balladhållet, där Elvis frasering tillförde en lätt bluesig känsla. För att ge den lite skärpa lade han till en lekfullt förförisk underton i sången. Arrangemanget var luftigt och noggrant utarbetat, med The Jordanaires stämsång tydligt framträdande.
Låten var förhållandevis kravlös för både sångare och lyssnare, men ändå kommersiellt gångbar och betraktades tidigt som en potentiell singel. Trots det gavs den inte ut som singel förrän i maj 1965 – tre år efter inspelningen – då tillsammans med "It Feels So Right" från albumet Elvis Is Back!. Singeln utgjorde en del av soundtracket till filmen Tickle Me. "(Such an) Easy Question" nådde då elfte plats på singellistan, liksom "I'm Yours", vilket placerar dem båda bland Elvis fyrtio största hitlåtar – även om de sällan inkluderas på samlingsalbum.

"Fountain of Love" skrevs av Bill Giant och Jeff Lewis. Det är en ballad med latinorytm, där Grady Martins spanskpåverkade gitarrspel sätter tonen. Saxofonisten Boots Randolph bidrog med både vibrafon och shakers (skakinstrument), vilket gav arrangemanget en luftig och rytmisk färgning. Elvis röstinsats var omsorgsfullt utformad – han rörde sig obehindrat inom sitt fulla register, från det lägre röstläget till en slags halvfalsett i slutet, vilket tillförde dramatik åt den nästan operaliknande sången.

"Just for Old Time Sake" skrevs av de återkommande låtskrivarna Sid Tepper och Roy Bennett, vilka främst fokuserade på att leverera material till Elvis filmer. Det var en ballad med en melodi som påminde starkt om den i "Old Shep", och man tycks ha använt samma formel som i "Are You Lonesome Tonight?", dock utan den talade delen. Även om låten inte tillförde något originellt, och Elvis framför den återhållsamt, gav den honom tillfälle att använda några av de sångtekniker han studerat hos Dean Martin. Efter en nyinspelning av "Night Rider" och inspelningen av You'll Be Gone", avslutades sessionen 07:30 på morgonen.

"I Feel That I've Known You Forever" var Doc Pomus fjärde bidrag till albumet, denna gång tillsammans med Alan Jeffreys. Man inledde nästa kvälls inspelning med denna ballad. Den hade en behaglig melodi och innebar en stor sångutmaning – även om den inte ansågs tillräckligt stark för att ges ut på singel. Låten påminde om "Just For Old Time Sake" genom att båda gick i tretakt.
Även "I Feel That I've Known You Forever" återanvändes senare i filmen Tickle Me. Men vid det tillfället – sannolikt någon gång den 6–11 oktober 1964 i Paramounts studio – lät Elvis spela in ny sång över det ursprungliga kompet från 1962, och i filmversionen tillkom dessutom extra orkesterpålägg.

"Suspicion", den femte låten på albumet skriven av Doc Pomus – och den fjärde han skrev tillsammans med Mort Shuman, var den sista inspelade låten som kom med på Pot Luck. Det var en kärnfull och effektiv italienskinfluerad popballad i medeltempo. Elvis tolkning av denna låt hålls högt av många, och han navigerade den något kantiga melodin med en lätt och len röst i verserna och sedan med en mörkare och fylligare röst i den melodramatiska refrängen. Den lät som en given hitlåt och övervägdes först för singelutgivning. Den valdes dock bort till förmån för "She's Not You", som spelades in som sista låt direkt efteråt, och "Just Tell Her Jim Said Hello", som spelades in strax innan, – en singel som bara nådde femte plats på Billboards singellista.
Två år senare nådde Terry Stafford, vars röst och sångstil påtagligt påminde om Elvis', tredje plats på Billboard Hot 100-listan med en coverversion av "Suspicion". Han blev därmed den tredje artisten – efter Joe Dowell med "Wooden Heart" och Ral Donner med "The Girl of My Best Friend" – att få en hitlåt genom att göra en cover på en låt från ett Elvis-album. Som svar på detta lät skivbolaget RCA i april 1964 också ge ut Elvis originalversion av låten som B-sida till "Kiss Me Quick". Singeln nådde dock begränsad framgång, dels för att låtarna var tidigare utgivna, dels för att det var för sent för att konkurrera med Staffords version, och dels för att den också fick konkurrera med Elvis singel "What'd I Say" och "Viva Las Vegas", som utkom samma månad. A-sidan "Kiss Me Quick" nådde därför blott plats 34 på singellistan i USA och singeln såldes i bara drygt 200 000 exemplar, vilket blev Elvis sämst säljande singel dittills. År 1976 nådde singeln "Suspicion" – med "(It's a) Long Lonely Highway" som B-sida – plats 9 på singellistan i Storbritannien.

## Utgivning och marknadsföring

### Albumets placeringar
Albumet Pot Luck utkom den 5 juni 1962. Det debuterade den 14 juli 1962 på plats 116 på albumlistan The Billboard Top LP's i USA, vilken vid tiden omfattade 150 album. Den 11 augusti 1962, efter fem veckor på listan, nådde det plats 4, där det stannade i tre veckor. Totalt låg albumet kvar på listan i 31 veckor.
På Cashbox noterades albumet första gången den 30 juni 1962, då det gick in på plats 39 på tidningens bästsäljarlista för monoutgåvor, som vid tiden omfattade 50 album. Den 18 augusti, efter åtta veckor på listan, nådde det tredje plats, som blev dess högsta placering. Totalt låg det 23 veckor på listan. I Storbritannien innehade albumet förstaplatsen på UK Albums Chart under sex icke sammanhängande veckor, och det låg sammanlagt 25 veckor på listan.

### Senare utgåvor av albumet
Pot Luck gavs ut på CD för första gången i april 1988, då RCA lanserade en digital version med albumets ursprungliga tolv spår i oförändrad spelordning. I augusti 1999 följde en remastrad och utökad CD-utgåva som, förutom originalalbumet med ändrad spelordning, innehöll fem bonusspår: "She's Not You", "You'll Be Gone", "For the Millionth and the Last Time", "I Met Her Today" och "Just Tell Her Jim Said Hello".
I november 2007 utgav samlaretiketten Follow That Dream en dubbel-CD inom sin Classic Album Series, med originalalbumet, de fem tidigare nämnda bonusspåren samt ett större antal alternativa tagningar. I november 2021 utkom The Pot Luck Sessions, en box med fem CD:ar från Follow That Dream med samtliga mastertagningar från albumet och relaterade singlar, samt alla bevarade tagningar i nya mixar av de 17 låtar som ingick i den utökade CD-utgåvan från 1999.

## Mottagande
Albumet fick ett övervägande positivt mottagande. I Billboard Magazine framhölls att Elvis Presley åter visade prov på spännande tolkningar inom rock, romantiska ballader, blues och latinoinfluerade nummer, med ett svängigt komp i bakgrunden. Man menade att flera spår hade singelpotential och att Elvis var som bäst i låtar som "(Such an) Easy Question", "Steppin' Out of Line", "Night Rider" och "Just for Old Time Sake". I Cashbox Magazine beskrevs Pot Luck som "en intressant och varierad samling rocklåtar, bluesnummer och latinoinfluerade melodier". Tidningen konstaterade att Elvis Presleys tidigare skivförsäljning varit fenomenal, och att det nya albumet – med höjdpunkter som "Kiss Me Quick", "Just for Old Time Sake" och "Something Blue" – hade potential att sälja i mycket stora upplagor.
I Variety beskrev man albumet som fyllt av godbitar med ett varierat innehåll som kunde tilltala alla smaker. Bland höjdpunkterna nämndes twistlåten "Gonna Get Back Home Somehow", den romantiska balladen "I'm Yours" och den ledigt svängiga "(Such an) Easy Question". Man konstaterade också att Elvis fortfarande hade kvar sin känsla – och lät till och med bättre än tidigare. Enligt Harvey Southgate på dagstidningen Democrat and Chronicle visade albumet prov på en mer seriös och vuxen Elvis Presley, som visade att han verkligen kunde sjunga.
Senare kritik har sett albumet som ett steg tillbaka i jämförelse med föregångaren, Elvis Is Back! (1960). Den amerikanske musikkritikern och musikjournalisten Bruce Eder, skrivande för AllMusic, framhöll att albumet var något ojämnt och fortsatte den nedgång i kvalitet som han menade inleddes med Something for Everybody (1961). Han beklagade att albumets relativt måttliga försäljning i jämförelse med soundtrackalbum som Blue Hawaii av rent ekonomiska skäl ledde till att detta album blev det sista på sju år med nytt profant material inspelat specifikt för ett albumsläpp – och detta vid en tid då Elvis Presleys röst var i stadig utveckling. Eder menade dock att albumet innehöll flera utmärkta och underskattade låtar, som "Gonna Get Back Home Somehow", "Night Rider", "(Such an) Easy Question" och "Suspicion". Han betonade också hur vacker "Fountain of Love" är och framhöll "den suggestiva, gospelartade" "That's Someone You Never Forget" – en låt som Elvis Presley var med och skrev – som "en av hans bästa icke-hitlåtar från denna tid."
Den brittiske författaren och musikskribenten Paul Simpson skrev i The Rough Guide to Elvis att albumet i praktiken hade små förutsättningar att lyckas vid sin ursprungliga utgivning, eftersom det saknade nya hitsinglar samtidigt som Elvis studioalbum sålde förhållandevis svagt. Enligt Simpson gav den remastrade och utökade CD-utgåvan från 1999 albumet en viss upprättelse och bidrog till att det åter började räknas till Elvis mer betydelsefulla skivor. Bland balladerna på originalversionen lyfte han särskilt fram "Something Blue", "Just for Old Time Sake" och den undersköna "That's Someone You Never Forget".
Musikskribenten Shane Brown ansåg att Pot Luck befäste den inriktning mot lättare material och mjukare sångstil som Something for Everybody hade inlett. Han menade att Elvis visserligen sjunger vackert, men att många av låtarna är svaga. Bland de starkare spåren lyfte han fram den vemodiga balladen "That's Someone You Never Forget", den förföriska "Easy Question" samt rocklåtarna "Night Rider" och "Gonna Get Back Home Somehow".

## Försäljning
I likhet med de två föregående studioalbumen, Elvis Is Back! och Something for Everybody, låg försäljningen av Pot Luck under dess första tid på topplistorna på omkring 300 000 exemplar i USA. I motsats till de båda andra certifierades dock inte albumet i efterhand guld av Recording Industry Association of America (RIAA), vilket förutsätter en försäljning av minst 500 000 exemplar.

## Låtlistor
Pot Luck

### 1962 originalutgåva
| 1. | Kiss Me Quick               | Doc Pomus, Mort Shuman                 | 25 juni 1961    | 2:46 |
| 2. | Just for Old Time Sake      | Roy C. Bennett, Sid Tepper             | 18–19 mars 1962 | 2:07 |
| 3. | Gonna Get Back Home Somehow | Doc Pomus, Mort Shuman                 | 18–19 mars 1962 | 2:28 |
| 4. | (Such an) Easy Question     | Otis Blackwell, Winfield Scott         | 18–19 mars 1962 | 2:19 |
| 5. | Steppin' Out of Line        | Fred Wise, Ben Weisman, Dolores Fuller | 22 mars 1961    | 1:51 |
| 6. | I'm Yours                   | Hal Blair, Don Robertson               | 26 juni 1961    | 2:20 |

| 1.           | Something Blue                     | Paul Evans, Al Byron     | 18–19 mars 1962 | 2:56  |
| 2.           | Suspicion                          | Doc Pomus, Mort Shuman   | 19–20 mars 1962 | 2:35  |
| 3.           | I Feel That I've Known You Forever | Doc Pomus, Alan Jeffreys | 19–20 mars 1962 | 1:38  |
| 4.           | Night Rider                        | Doc Pomus, Mort Shuman   | 16 oktober 1961 | 2:07  |
| 5.           | Fountain of Love                   | Bill Giant, Jeff Lewis   | 18–19 mars 1962 | 2:13  |
| 6.           | That's Someone You Never Forget    | Elvis Presley, Red West  | 25 juni 1961    | 2:48  |
| Total längd: | Total längd:                       | Total längd:             | Total längd:    | 28:08 |

### 1999 års CD-utgåva
| 1.           | Kiss Me Quick                       | Doc Pomus, Mort Shuman                 | 25 juni 1961    | 2:46  |
| 2.           | Just for Old Time Sake              | Sid Tepper, Roy C. Bennett             | 18–19 mars 1962 | 2:08  |
| 3.           | Gonna Get Back Home Somehow         | Doc Pomus, Mort Shuman                 | 18–19 mars 1962 | 2:27  |
| 4.           | I Met Her Today                     | Don Robertson, Hal Blair               | 16 oktober 1961 | 2:42  |
| 5.           | (Such an) Easy Question             | Otis Blackwell, Winfield Scott         | 18–19 mars 1962 | 2:18  |
| 6.           | She's Not You                       | Doc Pomus, Jerry Leiber, Mike Stoller  | 19–20 mars 1962 | 2:08  |
| 7.           | I'm Yours                           | Don Robertson, Hal Blair               | 26 juni 1961    | 2:21  |
| 8.           | You'll Be Gone                      | Charlie Hodge, Elvis Presley, Red West | 18–19 mars 1962 | 2:23  |
| 9.           | Something Blue                      | Al Byron, Paul Evans                   | 18–19 mars 1962 | 2:57  |
| 10.          | Suspicion                           | Doc Pomus, Mort Shuman                 | 19–20 mars 1962 | 2:34  |
| 11.          | I Feel That I've Known You Forever  | Alan Jeffreys, Doc Pomus               | 19–20 mars 1962 | 1:39  |
| 12.          | Night Rider                         | Doc Pomus, Mort Shuman                 | 16 oktober 1961 | 2:08  |
| 13.          | For the Millionth and the Last Time | Sid Tepper, Roy C. Bennett             | 15 oktober 1961 | 2:05  |
| 14.          | Just Tell Her Jim Said Hello        | Jerry Leiber, Mike Stoller             | 18–19 mars 1962 | 1:51  |
| 15.          | Fountain of Love                    | Bill Giant, Jeff Lewis                 | 18–19 mars 1962 | 2:12  |
| 16.          | That's Someone You Never Forget     | Elvis Presley, Red West                | 25 juni 1961    | 2:47  |
| 17.          | Steppin' Out of Line                | Ben Weisman, Dolores Fuller, Fred Wise | 22 mars 1961    | 1:52  |
| Total längd: | Total längd:                        | Total längd:                           | Total längd:    | 41:18 |

### 2007 FTD-utgåva
| 1.           | Kiss Me Quick                                | 2:49  |
| 2.           | Just for Old Time Sake                       | 2:11  |
| 3.           | Gonna Get Back Home Somehow                  | 2:31  |
| 4.           | (Such an) Easy Question                      | 2:22  |
| 5.           | Steppin' Out of Line                         | 1:55  |
| 6.           | I'm Yours Original Album – Side 2            | 2:24  |
| 7.           | Something Blue                               | 3:01  |
| 8.           | Suspicion                                    | 2:37  |
| 9.           | I Feel That I've Known You Forever           | 1:42  |
| 10.          | Night Rider                                  | 2:11  |
| 11.          | Fountain of Love                             | 2:16  |
| 12.          | That's Someone You Never Forget Singles      | 2:52  |
| 13.          | She's Not You                                | 2:11  |
| 14.          | Just Tell Her Jim Said Hello                 | 1:58  |
| 15.          | You'll Be Gone Bonus Songs                   | 2:26  |
| 16.          | For the Millionth and the Last Time          | 2:08  |
| 17.          | I Met Her Today First Takes                  | 2:45  |
| 18.          | Kiss Me Quick (Take 1)                       | 3:03  |
| 19.          | Just for Old Time Sake (Take 1)              | 2:11  |
| 20.          | Gonna Get Back Home Somehow (Take 1)         | 2:39  |
| 21.          | (Such an) Easy Question (Take 2)             | 1:53  |
| 22.          | I'm Yours (Take 1)                           | 2:21  |
| 23.          | Something Blue (Take 1)                      | 3:26  |
| 24.          | Suspicion (Take 1)                           | 2:42  |
| 25.          | I Feel That I've Known You Forever (Take 1)  | 1:46  |
| 26.          | Night Rider (Take 1)                         | 2:22  |
| 27.          | Fountain of Love (Takes 1, 2)                | 2:52  |
| 28.          | That's Someone You Never Forget (Take 1)     | 2:52  |
| 29.          | She's Not You (Take 1)                       | 1:33  |
| 30.          | Just Tell Her Jim Said Hello (Take 1)        | 1:53  |
| 31.          | You'll Be Gone (Take 1)                      | 2:34  |
| 32.          | For the Millionth and the Last Time (Take 1) | 2:08  |
| 33.          | I Met Her Today (Take 1)                     | 2:51  |
| Total längd: | Total längd:                                 | 79:25 |

| 1.           | Something Blue (Take 2)                                | 3:11  |
| 2.           | Something Blue (Takes 3, 4)                            | 3:30  |
| 3.           | Gonna Get Back Home Somehow (Take 2)                   | 2:44  |
| 4.           | Gonna Get Back Home Somehow (Takes 3, 5)               | 3:02  |
| 5.           | (Such an) Easy Question (Takes 1, 3)                   | 3:34  |
| 6.           | Fountain of Love (Takes 4, 9)                          | 3:00  |
| 7.           | Just for Old Time Sake (Takes 2, 3, 4)                 | 3:28  |
| 8.           | Night Rider (Takes 2, 3)                               | 2:59  |
| 9.           | Night Rider (Take 5)                                   | 2:28  |
| 10.          | You'll Be Gone (Take 2)                                | 2:30  |
| 11.          | You'll Be Gone (Take 4)                                | 3:19  |
| 12.          | I Feel That I've Known You Forever (Takes 4, 3)        | 2:29  |
| 13.          | Just Tell Her Jim Said Hello (Take 2)                  | 1:57  |
| 14.          | Just Tell Her Jim Said Hello (Take 4)                  | 2:07  |
| 15.          | Just Tell Her Jim Said Hello (Take 5)                  | 1:49  |
| 16.          | Suspicion (Takes 3, 2)                                 | 3:17  |
| 17.          | She's Not You (Take 2, WP Take 4) October 1961 Session | 3:45  |
| 18.          | For the Millionth and the Last Time (Takes 10, 7)      | 2:46  |
| 19.          | I Met Her Today (Take 4)                               | 2:45  |
| 20.          | I Met Her Today (Takes 8, 9)                           | 3:07  |
| 21.          | I Met Her Today (Take 16)                              | 2:47  |
| 22.          | Night Rider (Takes 1-FS, 2) June 1961 Session          | 2:31  |
| 23.          | Kiss Me Quick (Take 4)                                 | 3:00  |
| 24.          | I'm Yours (Take 2)                                     | 2:46  |
| 25.          | I'm Yours (Take 4)                                     | 2:26  |
| 26.          | I'm Yours (Take 5)                                     | 2:17  |
| 27.          | That's Someone You Never Forget (Take 5)               | 2:54  |
| 28.          | That's Someone You Never Forget (Take 7)               | 3:01  |
| Total längd: | Total längd:                                           | 79:29 |

## Medverkande

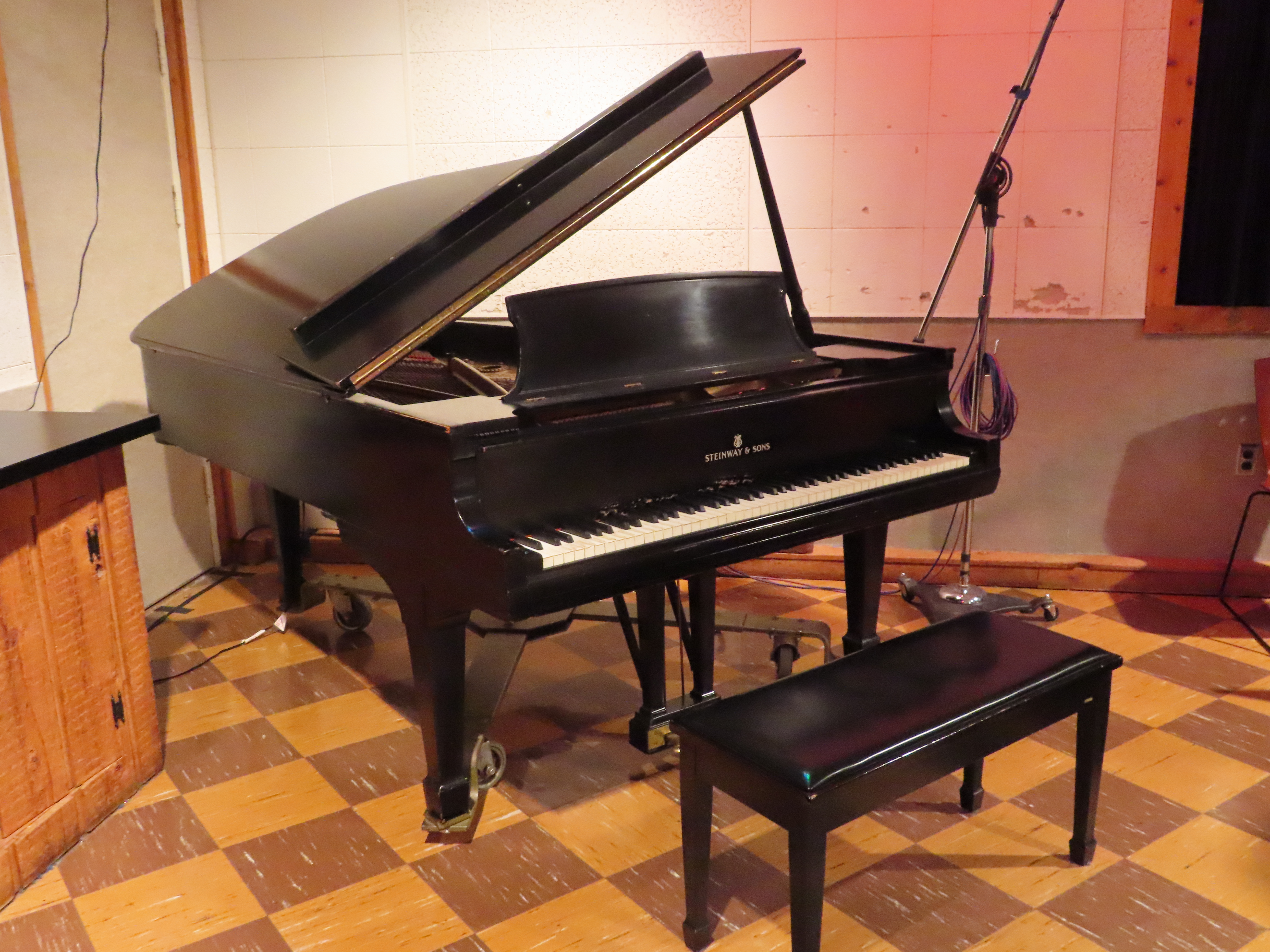
Den Steinway & Sons-flygel från 1942 som stått i RCA:s studio B sedan dess öppnande 1957 och som Floyd Cramer spelade på under inspelningssessionerna med Elvis Presley.

Uppgifterna, hämtade från Keith Flynn och Ernst Jørgensen, avser inspelningar gjorda i Radio Recorders studio B i Hollywood, Kalifornien, den 21–23 mars 1961 och i RCA:s studio B i Nashville, Tennessee, den 25–26 juni och 15–16 oktober 1961 samt 18–20 mars 1962.

- Elvis Presley – sång på alla låtar.
- Scotty Moore – gitarr på alla låtar.
- Hank Garland – gitarr på "Steppin' Out of Line", "Kiss Me Quick", "That's Someone You Never Forget" och "I'm Yours".
- Hilmer J. "Tiny" Timbrell – gitarr på "Steppin' Out of Line".
- Harold Bradley – gitarr på "Something Blue", "Gonna Get Back Home Somehow", "(Such An) Easy Question", "Fountain of Love", "Just For Old Time Sake", "I Feel That I've Known You Forever" och "Suspicion".
- Thomas "Grady" Martin – gitarr och vibrafon vid sessionen då "Something Blue", "Gonna Get Back Home Somehow", "(Such An) Easy Question", "Fountain of Love", "Just For Old Time Sake", "I Feel That I've Known You Forever" och "Suspicion" spelades in.
- Jerry Kennedy – gitarr på "Night Rider".
- Neal Matthews (från The Jordanaires) – gitarr på "I'm Yours".
- Bob Moore – bas på alla låtar.
- D. J. Fontana – trummor vid alla inspelningstillfällen.
- Murrey "Buddy" Harman – trummor vid alla inspelningstillfällen utom vid inspelningen av "Night Rider".
- Hal Blaine – trummor vid sessionen då "Steppin' Out of Line" spelades in.
- Bernie Mattinson – trummor vid sessionen då "Steppin' Out of Line" spelades in.
- Dudley Brooks – piano och celesta vid sessionen då "Steppin' Out of Line" spelades in.
- Floyd Cramer – piano och orgel vid alla inspelningstillfällen; orgel på "I'm Yours".
- Gordon Stoker (från The Jordanaires) – piano på "I'm Yours".
- Homer "Boots" Randolph – saxofon på "Steppin' Out Of Line" och "Night Rider"; saxofon och vibrafon vid inspelningarna av "Something Blue", "Gonna Get Back Home Somehow", "Just For Old Time Sake", "I Feel That I've Known You Forever" och "Suspicion"; shakers (skakinstrument) och vibrafon på "Fountain of Love";[95] claves under sessionen då "Kiss Me Quick", "That's Someone You Never Forget" och "I'm Yours" spelades in.
- Bernie Lewis – ukulele vid sessionen då "Steppin' Out of Line" spelades in.
- Fred Tavares – ukulele vid sessionen då "Steppin' Out of Line" spelades in.
- Alvino Rey – hawaiigitarr vid sessionen då "Steppin' Out of Line" spelades in.
- The Jordanaires (Gordon Stoker, Neal Matthews, Hoyt Hawkins och Ray Walker) – bakgrundssång vid alla inspelningstillfällen.
- Millie Kirkham – bakgrundssång vid sessionerna då "Night Rider", "Something Blue", "Gonna Get Back Home Somehow", "(Such An) Easy Question", "Fountain of Love", "Just For Old Time Sake", "I Feel That I've Known You Forever" och "Suspicion" spelades in.
- The Surfers (Pat Sylva, Bernie Ching, Clay Naluai, Al Naluai) – bakgrundssång vid sessionen då "Steppin' Out of Line" spelades in.
- Steve Sholes – producent för alla låtar utom "Steppin' Out of Line".
- Joseph Lilley – musikproducent för Paramount vid inspelningen av "Steppin' Out of Line".
- Bill Porter – ljudtekniker vid inspelningen av alla låtar utom "Steppin' Out of Line".
- Thorne Nogar – ljudtekniker vid inspelningen av "Steppin' Out of Line".

## Topplistor
|  |

|  |

|  |

|  |

| Lista (1962)                     | Högsta position |
| Storbritannien (UK Albums Chart) | 1               |
| USA Billboard Top LP's           | 4               |
| USA Cash Box Top 50 Albums       | 3               |